# Juan José Arévalo Bermejo
Juan José Arévalo Bermejo (ur. 10 września 1904, zm. w październiku 1990) – gwatemalski polityk, pisarz, pedagog, filozof, nauczyciel, działacz społeczny, prezydent Gwatemali rządzący (od 15 marca 1945 do 15 marca 1951) po okresie władzy junty wojskowej.

## Życiorys

### Kariera
Był doktorem filozofii i nauk pedagogicznych, kiedy w 1931 opuścił Gwatemalę wraz z objęciem rządów przez brutalnego dyktatora wojskowego – generała Jorge Ubico. Powodem udania się na wygnanie były poglądy polityczne Arevalo. Na emigracji obejmował katedrę wykładowcy i profesora filozofii na Universidad Nacional de la Plata w Buenos Aires. Zaangażował się w politykę kraju ojczyźnianego jako bezkompromisowy krytyk stosowania dyktatorskich metod w sprawowaniu władzy, czym zyskał znaczną popularność wśród gwatemalskiej antyrządowej opozycji. W 1944 Jorge Ubico i jego współpracownicy z oligarchii wojskowej zostali obaleni przez masowe ruchy społeczne i przewrót wojskowy dowodzony przez lewicowego pułkownika Jacobo Arbenza Guzmana. Wtenczas Arevalo powrócił do Gwatemali i objął urząd prezydenta, a Jacobo Arbenz Guzman, od tej pory jego bliski współpracownik i postać o ogromnych wpływach politycznych, wszedł w skład jego rządu jako minister obrony. Zapoczątkowali oni okres w historii Gwatemalii znany jako rewolucja gwatemalska (1944-1954).

### Prezydentura
Przez cały okres urzędowania na fotelu prezydenta Arevalo realizował dalekosiężny, acz umiarkowany program reform ekonomiczno-społecznych, któremu notorycznie przeciwstawiali się jego poprzednicy. W 1945 brał walny udział w opracowywaniu konstytucji Gwatemali. Wprowadził szereg nowoczesnych ustaw socjalnych w zakresie ubezpieczeń społecznych i prawa pracy. Założył Gwatemalski Instytut Ochrony Socjalnej (zakład ubezpieczeń społecznych) instytut ochrony Indian, oraz Instytut Rozwoju Produkcji. Nadał szerokie prawa warstwom najbiedniejszym, doprowadził do legalizacji wielu partii politycznych, rozpoczął reformę agrarną, kontynuowaną później przez Arbenza, który po dwu kadencjach zastąpił go na stanowisku prezydenta kraju. Pielęgnował rozwój oświaty poprzez zwiększenie liczby szkół, zreformował opiekę zdrowotną, wprowadził liberalne prawo pracy i zwalczał bezrobocie. W 1947 z jego inicjatywy parlament uchwalił Kodeks Pracy podwyższające zarobki minimalne z 5 do 80 centów dziennie. W polityce zagranicznej podjął negocjacje z Wielką Brytanią w sprawie sporów terytorialnych o Belize. Wspólnie z prodemokratycznym prezydentem Wenezueli – Rómulo Betnacourtem stworzył zbrojną formację o nazwie Legion Karaibski.

### Odbiór międzynarodowy
W 1945 nawiązał stosunki dyplomatyczne z ZSRR. W pierwszych latach rządów Stany Zjednoczone nie zwracały uwagi na realizację lewicowego programu politycznego przez Arevalo z powodu udziału USA w II wojnie światowej, jednak sytuacja uległa zasadniczej zmianie po jej zakończeniu. Jego osoba ściągała na siebie oskarżenia ze strony rządu USA o sympatyzowanie z komunizmem nie tylko z powodu tolerowania działalności lewicowych poglądów, komunistycznej Gwatemalskiej Partii Pracy oraz zbliżeniem do ZSRR, ale i wystąpieniami przeciwko USA oraz państwom jemu sprzymierzonym. Ówcześnie stosowaną na szeroką skalę amerykańską politykę utrzymywania państw satelickich określił jako kaftan bezpieczeństwa dla 20 państw Ameryki Łacińskiej.
Rząd USA dążył do przywrócenia sytuacji politycznej sprzed 1944, toteż wspierał czynnie przeciwników Arevalo, usiłując zaprowadzić destabilizację polityczną Gwatemali poprzez dokonywanie przez ich zwolenników zamachów stanu. W trakcie rządów Arevalo dochodziło średnio do jednego przewrotu co 3 miesiące. Najważniejszym ich przywódcą był pułkownik Carlos Castillo Armas, dawny stronnik rewolucji gwatemalskiej, który w próbował usunąć jej rząd w 1949 i – na krótko przed wyborami prezydenckimi – w 1951. Do przeciwników Arevalo należała też m.in. krajowa oligarchia, która protestowała przeciwko reformom szkolnictwa i prawa pracy. Odchodząc w 1951 z urzędu prezydenta wygłosił okolicznościową mowę, w której oskarżył ją oraz potężne przedsiębiorstwo United Fruit Company o zorganizowanie 33 intryg mających na celu zbrojne odsunięcie od władzy zwolenników rewolucji gwatemalskiej. Amerykańscy politycy nie zdecydowali się na bardziej radykalne środki z powodu braku dowodów na poparcie swoich zarzutów o komunistyczny ekstremizm Arevalo.

### Późniejsze losy
W 1954 Arbenz, który zdobył popularność ludu gwatemalskiego dzięki kontynuowaniu programu Arevalo został odsunięty od władzy przez Carlosa Castillo Armasa, który przejął po nim władzę i zainicjował kampanię ogólnopaństwowego terroru wymierzonego oficjalnie przeciwko komunistom. Wtedy Juan Jose Arevalo ponownie udał się na emigrację. W 1963 powziął zamiar powrotu do kraju mimo silnie ugruntowanej pozycji armii na arenie politycznej, a następnie wzięcia udziału w wyborach prezydenckich organizowanych przez ówczesnego wojskowego prezydenta Miguela Ydigorasa Fuentesa. Jego osoba nadal cieszyła się sporą popularnością wśród ludności gwatemalskiej, zmagającej się z krwawymi represjami rządowymi. Nieświadomie przyczynił się tym do obalenia Ydigorasa przez pułkowników pod wodzą ministra obrony Enrique Peralty Azurdii, którzy nie chcieli dopuścić do władzy Arevalo i powierzyli urząd prezydenta przywódcy spisku – Peralcie.

## Spuścizna
Juan Jose Arevalo Bermejo stworzył własny system filozoficzny określony jako idea duchowego socjalizmu (arevalismo), który stanowił podstawę jego koncepcji społecznych. Jest autorem książek takich, jak: La pedagogía de la personalidad (Pedagogika osobowości), Fábula del tiburón y las sardinas (Bajka o rekinie i sardynkach), Guatemala: la democracia y el imperio (Gwatemala: demokracja i imperium). Te dwie ostatnie zostały opublikowane w Argentynie w latach 50. XX wieku i napisane chaotycznym stylem opisują stosunki między Gwatemalą a Stanami Zjednoczonymi na przestrzeni wieków.